# Yolanda
Yolanda er en amerikansk stumfilm fra 1924 instrueret af Robert G. Vignola.

## Medvirkende
- Marion Davies som Mary / Yolanda
- Lyn Harding som Charles
- Holbrook Blinn som Louis XI
- Maclyn Arbuckle som La Balue
- Johnny Dooley
- Arthur Donaldson som Bishop